# Öster-Kyrktjärnen
Öster-Kyrktjärnen är en sjö i Strömsunds kommun i Ångermanland och ingår i Ångermanälvens huvudavrinningsområde.